# Sebastian Feichtinger
Sebastian Feichtinger (* 5. Juni 1992 in Linz) ist ein österreichischer Handballspieler.

## Karriere
Der gebürtige Linzer begann mit fünf Jahren beim HC Linz AG Handball zu spielen. Für die Linzer spielte der Aufbauspieler in diversen Jugendligen, ehe er 2008 zum ULZ Schwaz wechselte mit welchen er im Nationalen unter 21 Bewerb aktiv war. Dennoch spielte er 2008 für den HC Linz AG in der HLA-Challenge mit. Ab der Saison 2009/2010  wurde Sebastian Feichtinger beim ULZ Schwaz mit Förderlizenz für den SK Pastl Traun unter Vertrag genommen. Gleich in der ersten  Saison schaffte er mit dem SK Pastl Traun den Aufstieg von der Regionalliga-West in die Österreichische Handball-Bundesliga (2. höchste Spielklasse Österreichs). In der Saison 2010/2011 konnte er mit dem ULZ Schwaz über den Pokal-Sieg jubeln.
2012 unterzeichnete er beim UHK Krems, für welche er in der Handball Liga Austria aufläuft. Für die Saison 2017/18 erhielt der Rückraumspieler ein Angebot von Bodø HK entschied sich aber dafür weiter in der HLA für den UHK Krems aufzulaufen. Für die Saison 2018/19 wurde Feichtinger von Handball Tirol verpflichtet. 2020 beendete der Rückraumspieler sein Engagement bei Handball Tirol. Für die Saison 2020/21 wurde er vom spusu Challenge-Verein Union St. Pölten unter Vertrag genommen. Im Jänner 2021 wurde Feichtinger erneut vom UHK Krems, als Ersatz für den Abgang von Aleksandar Glendža, verpflichtet.

## HLA-Bilanz
| 2008/09   | ULZ Schwaz                                                      | HLA                                                             | 12                                                              | 1/2                                                             | 10                                                              |                                                                 |                                                                 |                                                                 |                                                                 |                                                                 |
| 2009/10   | ULZ Schwaz                                                      | HLA                                                             | 66                                                              | 0/0                                                             | 66                                                              |                                                                 |                                                                 |                                                                 |                                                                 |                                                                 |
| 2010/11   | ULZ Schwaz                                                      | HLA                                                             | 89                                                              | 1/3                                                             | 88                                                              |                                                                 |                                                                 |                                                                 |                                                                 |                                                                 |
| 2011/12   | ULZ Schwaz                                                      | HLA                                                             | 118                                                             | 1/3                                                             | 117                                                             |                                                                 |                                                                 |                                                                 |                                                                 |                                                                 |
| 2012/13   | UHK Krems                                                       | HLA                                                             | 17                                                              | 1/1                                                             | 16                                                              |                                                                 |                                                                 |                                                                 |                                                                 |                                                                 |
| 2013/14   | UHK Krems                                                       | HLA                                                             | 52                                                              | 0/0                                                             | 52                                                              |                                                                 |                                                                 |                                                                 |                                                                 |                                                                 |
| 2014/15   | UHK Krems                                                       | HLA                                                             | 50                                                              | 0/0                                                             | 50                                                              |                                                                 |                                                                 |                                                                 |                                                                 |                                                                 |
| 2015/16   | UHK Krems                                                       | HLA                                                             | 107                                                             | 0/0                                                             | 107                                                             |                                                                 |                                                                 |                                                                 |                                                                 |                                                                 |
| 2016/17   | UHK Krems                                                       | HLA                                                             | 71                                                              | 1/2                                                             | 70                                                              |                                                                 |                                                                 |                                                                 |                                                                 |                                                                 |
| 2017/18   | UHK Krems                                                       | HLA                                                             | 110                                                             | 0/0                                                             | 110                                                             |                                                                 |                                                                 |                                                                 |                                                                 |                                                                 |
| 2018/19   | Handball Tirol                                                  | HLA                                                             | 98                                                              | 0/0                                                             | 98                                                              |                                                                 |                                                                 |                                                                 |                                                                 |                                                                 |
| 2019/20   | Saison aufgrund der COVID-19-Pandemie in Österreich abgebrochen | Saison aufgrund der COVID-19-Pandemie in Österreich abgebrochen | Saison aufgrund der COVID-19-Pandemie in Österreich abgebrochen | Saison aufgrund der COVID-19-Pandemie in Österreich abgebrochen | Saison aufgrund der COVID-19-Pandemie in Österreich abgebrochen | Saison aufgrund der COVID-19-Pandemie in Österreich abgebrochen | Saison aufgrund der COVID-19-Pandemie in Österreich abgebrochen | Saison aufgrund der COVID-19-Pandemie in Österreich abgebrochen | Saison aufgrund der COVID-19-Pandemie in Österreich abgebrochen | Saison aufgrund der COVID-19-Pandemie in Österreich abgebrochen |
| 2020/21   | UHK Krems                                                       | HLA                                                             | 50                                                              | 0/0                                                             | 50                                                              |                                                                 |                                                                 |                                                                 |                                                                 |                                                                 |
| 2009–2021 | gesamt                                                          | HLA                                                             | 840                                                             | 5/11 (44 %)                                                     | 835                                                             |                                                                 |                                                                 |                                                                 |                                                                 |                                                                 |

## Erfolge
- ULZ Schwaz
  - Österreichischer Pokalsieger 2010/11
- UHK Krems
  - Österreichischer Meister 2018/19, 2021/22